# 주세페 삼마르티니
주세페 프란세스코 삼마르티니(이탈리아어: Giuseppe Francesco Sammartini, 1695년 1월 6일 ~ 1750년 11월 17일)는 이탈리아의 작곡가이다. 그는 밀라노에서 태어났지만, 평생을 런던에서 보냈다.

## 개인 생활
주세페 삼마르티니는 이탈리아 밀라노에서 태어났다. 주세페는 프랑스인 아버지 알렉시 생마르틴에게 오보에 지도를 받았다.

## 작품
- 첫 오페라 <마호메트> 서곡(1732) : 당시의 전형적인 오페라 서곡 형태 [빠르게 - 느리게 - 미뉴에트]
- <사마르티니 교향곡>
- 《오보에 협주곡》